# 銘傳路
銘傳路（Mingchuan Rd.）為高雄市鼓山區的東西向道路，東起於翠華路銜接美術北三路，西止於鼓山三路。因高雄鐵路地下化完工後，銘傳路和美術北三路於2020年4月10日打工。

## 行經行政區域
- 鼓山區

## 沿線設施
（由東至西）
- 全聯福利中心鼓山店
- 私立怡青幼兒園
- 前峰兒童遊戲場
- 私立振才幼兒園
- 和雲高雄前峰停車場

## 公共自行車
- 高雄市公共自行車租賃系統：
  - 前峰兒童遊戲場：九如四路/銘傳路(東北側人行道)

## 相關連結
- 高雄市主要道路列表